# Mary Stewart (nuotatrice)
Mary Beth Pauline Stewart (Vancouver, 8 dicembre 1945) è un'ex nuotatrice canadese, sorella della ex nuotatrice e pallavolista Helen Stewart.
Specializzata nello stile libero e nella farfalla, ha partecipato ai Giochi di Melbourne 1956, gareggiando nei 100m sl e nella Staffetta mista 4x100m, e di Roma 1960, gareggiando nei 100m sl, nella Staffetta 4x100m sl, nei 100m farfalla e nella Staffetta mista 4x100m.
Ai Giochi panamericani del 1963, le maggiori soddisfazioni, con 4 medaglie d'argento.